# Riffi Mandanda
Pour les articles homonymes, voir Mandanda.
Riffi Mandanda, né le 11 octobre 1992 au Havre, en France, est un footballeur congolais qui évolue au poste de gardien de but.
Il est le troisième d'une fratrie de quatre gardiens de but avec Steve Mandanda (né en 1985), Parfait Mandanda (né en 1989) et Over Mandanda (né en 1998).

## Biographie

### En club
Formé au SM Caen comme son frère Parfait Mandanda, il signe en 2011 au Tarbes PF qui évolue en CFA. La saison suivante, il rejoint Le Poiré-sur-Vie en National mais n'obtient guère de temps de jeu. Au mercato d'hiver 2013, il s'engage donc en faveur du club de l'AFC Compiègne et retrouve la quatrième division. La saison suivante, il revient de nouveau en troisième division à l'ES Pays d'Uzès et participe à treize matchs de National. Il est contraint de quitter le club gardois en raison de la relégation administrative du club dans des divisions inférieures. 
En juillet 2015, le club corse de l'AC Ajaccio le recrute pour épauler Anthony Scribe, numéro 1 au poste, et apporter de la concurrence. La saison 2015-2016 s'avère être celle de la révélation, s'adjugeant la place de titulaire et terminant la saison avec un total de vingt-huit rencontres disputées. Il dispute la saison suivante trente rencontres, toutes compétitions confondues. Néanmoins, lors du mercato estival 2017, il voit Jean-Louis Leca arriver et devient sa doublure, ne disputant alors que trois rencontres de Ligue 2 et les barrages d’accession contre le Toulouse FC. 
En juin 2018, il quitte l'ACA et signe un contrat de deux ans avec l'US Boulogne qui évolue en National. Le 14 janvier 2020, il quitte Boulogne d'un commun accord avec le club et signe le 5 février 2020, pour cinq mois, jusqu'à la fin de la saison, au Stade rennais FC.
En 2020, il signe à Kongsvinger en deuxième division norvégienne.
Le 15 juillet 2021, il s’engage en faveur de l’US Créteil-Lusitanos où il y termine sa carrière.

### En sélection nationale
Après avoir évolué dans les sélections nationales jeunes françaises, disputant quelques matchs avec les moins de 18 ans et un avec les moins de 19 ans, il choisit de jouer pour la République du Congo. En mars 2016, Riffi est convoqué pour la première fois avec l'équipe nationale congolaise par le sélectionneur Florent Ibenge (second de la fratrie après Parfait qui a été sélectionné pour la première fois en 2008) mais il n'entre pas en jeu. C'est alors la première fois qu'il se rend dans le pays de ses parents.

## Statistiques
| Saison                | Club                  | Championnat           | Championnat | Championnat | Coupe nationale | Coupe nationale | Coupe de la Ligue | Coupe de la Ligue | Total | Total |
| Saison                | Club                  | Division              | M.          | B.          | M.              | B.              | M.                | B.                | M.    | B.    |
| 2011-2012             | Tarbes PF             | CFA                   | 27          | 0           | 1               | 0               | -                 | -                 | 28    | 0     |
| 2012-2013             | Le Poiré-sur-Vie VF   | National              | -           | -           | 2               | 0               | -                 | -                 | 2     | 0     |
| 2013-2014             | AFC Compiègne         | CFA                   | 20          | 0           | -               | -               | -                 | -                 | 20    | 0     |
| 2014-2015             | ES Pays d'Uzès        | National              | 13          | 0           | -               | -               | -                 | -                 | 13    | 0     |
| 2015-2016             | AC Ajaccio            | Ligue 2               | 23          | 0           | 3               | 0               | 2                 | 0                 | 28    | 0     |
| 2016-2017             | AC Ajaccio            | Ligue 2               | 29          | 0           | 1               | 0               | -                 | -                 | 30    | 0     |
| 2017-2018             | AC Ajaccio            | Ligue 2               | 3           | 0           | 3               | 0               | -                 | -                 | 6     | 0     |
| Sous-total            | Sous-total            | Sous-total            | 55          | 0           | 7               | 0               | 2                 | 0                 | 64    | 0     |
| 2018-2019             | US Boulogne           | National              | 34          | 0           | 3               | 0               | -                 | -                 | 37    | 0     |
| 2019-2020             | US Boulogne           | National              | 13          | 0           | 2               | 0               | -                 | -                 | 15    | 0     |
| Sous-total            | Sous-total            | Sous-total            | 47          | 0           | 5               | 0               | -                 | -                 | 52    | 0     |
| 2020                  | Kongsvinger IL        | Eliteserien           | 15          | 0           | -               | -               | -                 | -                 | 15    | 0     |
| 2021-2022             | US Créteil-Lusitanos  | National              | 28          | 0           | 3               | 0               | -                 | -                 | 31    | 0     |
| Total sur la carrière | Total sur la carrière | Total sur la carrière | 205         | 0           | 18              | 0               | 2                 | 0                 | 225   | 0     |